# 中华人民共和国预防未成年人犯罪法
《中华人民共和国预防未成年人犯罪法》是为了保障未成年人身心健康、培养未成年人良好品行、有效地预防未成年人犯罪而制定的中华人民共和国法律，1999年6月28日由第九届全国人民代表大会常务委员会第十次会议通过，1999年11月1日施行。

## 内容
2020年修订后的《中华人民共和国预防未成年人犯罪法》分为7章、共计68条，分为总则、预防犯罪的教育、对不良行为的干预、对严重不良行为的矫治、对重新犯罪的预防、法律责任和附则。此次修改，将法律中规定的“收容教养”措施改为专门矫治教育，也完善了专门学校制度。